# ماریو جاردل
ماریو جاردل (به پرتغالی: Mário Jardel de Almeida Ribeiro) بازیکن فوتبال در پست مهاجم اهل برزیل است که در شهر فورتالزا و در تاریخ ۱۸ سپتامبر ۱۹۷۳ به دنیا آمده‌است.

## باشگاهی
ماریو جاردل در تیم‌های فوتبال بولتون وندرز، واسکو دوگاما، گرمیو، پورتو، گالاتاسرای و اسپورتینگ لیسبون، آنکونا، نیولز اولد بویز]، دپورتیوو آلاوز، بیرامار، نیوکاسل یونایتد جتس، باشگاه فوتبال التعاون عربستان سعودی، سابقهٔ حضور دارد.

## افتخارات
وی با دبل و زدن گل طلایی جلوی رئال مادرید در سوپر کاپ اروپا ۲۰۰۰ گالاتاسرای را در پی قهرمانی جام یوفا قهرمان سوپر کاپ اروپا هم کرد. او همچنین برندهٔ دو کفش طلای اروپا در فصل‌های ۹۹–۱۹۹۸ و ۰۲–۲۰۰۱ شده‌است.